# Списак политичких странака у Северној Македонији
У Северној Македонији постоји велики број политичких партија који учествују у политичком животу на државном и локалном нивоу. Уз увођење вишепартијског система у СР Македонији 1990. године, политички монопол Савеза комуниста Македоније (Комунистичка партија Македоније до 1952. године) престао је и у земљи је настао велики број странака. Те, 1990. године регистровано је 24 политичких партија. На македонским парламентарним изборима 1990. године учествовала су три политичке странке. Наредне, 1991. године регистровано је 14 политичких странака, 1992. 18 странака, 1993. године десет, 1994. седам, 1995. четири, 1996 три, а 1997. године две политичке партије. Уочи македонских парламентарних избора 1998. године регистровано је седам нових странака. 
Најмањи број странака у историји Северне Македоније забележен је 1999. године, када је регистрована само једна странка, да би се наредне године појавило 10 нових.
Према подацима Основног суда у Скољу, где се води регистар странака, до децембра 2009. године у Северној Македонији регистровано је 99 странака, што је знатно мањи број у поређењу са 2005. годином, када је на простору Северне Македоније било регистровано 150 странака.
Од свих 99 странака регистрованих 2009. године, само је 45 њих усклађено са новим законом о политичким странкама, према којем се подносе подаци о броју чланова сваке две године. Овај метод практикује се да би се спречио метод поновног регистровања странака само до избора, за личне интересе.
Већина свих ових партија имала је мали утицај на политичку сцену, а неке од њих су данас неактивне. Мале странке су ретко одлучивале о изборним резултатима у Северној Македонији, а најчешће су постајале дугорочни партнери са већим странкама, као што су ВМРО-ДПМНЕ, Социјалдемократски савез Македоније у македонском блоку или са странкама Демократска унија за интеграцију и Демократска партија Албанаца у албанском блоку.

## Парламентарне партије
Списак партија које су освојиле мандат на македонским парламентарним изборима 2016. године:
| Име | Коалиција           | Скр.           | Лидер                  | Мандати |
| --- | ------------------- | -------------- | ---------------------- | ------- |
| Унутрашња македонска револуционарна организација — Демократска партија за македонско национално јединство | —                   | ВМРО-ДПМНЕ     | Никола Груевски        | 42      |
| Социјалдемократски савез Македоније                                                                       | —                   | СДСМ           | Зоран Заев             | 35      |
| Демократска унија за интеграцију Bashkimi Demokratik për Integrim                                         | самостално          | ДУИ / BDI      | Али Ахмети             | 10      |
| Покрет Беса Lëvizja Besa                                                                                  | самостално          | Беса / Besa    | Билал Касами           | 5       |
| Социјалистичка партија Македоније                                                                         | ВМРО-ДПМНЕ          | СПМ            | Љубисав Иванов - Ѕинго | 3       |
| Грађанска опција за Македонију                                                                            | ВМРО-ДПМНЕ          | ГРОМ           | Стевче Јакимовски      | 2       |
| Демократска партија Албанаца                                                                              | самостално          | ДПА            | Мендух Тачи            | 2       |
| Либерално-демократска партија                                                                             | СДСМ                | ЛДП            | Горан Милевски         | 2       |
| Нова социјалдемократска партија                                                                           | СДСМ                | НСДП           | Тито Петковски         | 2       |
| Јединство Uniteti                                                                                         | Алијанса за Албанце | /              | Гезим Острени          | 1       |
| Покрет за реформу - Демократска партија Албанаца Lëvizja për Reforma - Partia Demokratike Shqiptare       | Алијанса за Албанце | ДР-ДПА/LP-PDSH | Зијадин Села           | 1       |
| Национални демократски препород Rilindja Demokratike Kombëtare                                            | Алијанса за Албанце | НДП/RDK        | Весел Мемеди           | 1       |
| Демократска партија Турака у Македонији Makedonya Türk Demokratik Partisi                                 | ВМРО-ДПМНЕ          | ДПТ / TDP      | Кенан Хасипи           | 1       |
| Странка Рома Македоније                                                                                   | ВМРО-ДПМНЕ          | СРМ            | Амди Бајрам            | 1       |
| Удружење за културну унификацију Бошњака                                                                  | ВМРО-ДПМНЕ          | АВАЗ           | Зекир Рамчиловић       | 1       |
| Демократска партија Срба у Македонији                                                                     | ВМРО-ДПМНЕ          | ДПСМ           | Иван Стоилковић        | 1       |
| Демократска обнова Македоније                                                                             | СДСМ                | ДОМ            | Лиљана Поповска        | 1       |
| Партија за европску будућност                                                                             | СДСМ                | ПЕИ            | Фијат Цаноски          | 1       |
| Партија за покрет Турака у Македонији Makedonya Türk Hareket Partisi                                      | СДСМ                | ПДТ            | Аднан Кахил            | 1       |
| Партија уједињених пензионера и грађана Македоније                                                        | СДСМ                | ПОПГМ          | Илија Николовски       | 1       |
| Независни посланици                                                                                       | —                   | —              | —                      | 6       |

## Активне партије
У следећем списку налазе се партије које нису освојиле мандат у Собрању Северне Македоније, а учествовале су на парламентарним изборима 2008. године., самостално или у коалицији, како и на локалним и председничким изборима 2009. године:
- Бошњачка демократска партија (БДП; део странке За бољу Македонију)
- Унутрашња македонска револуционарна организација — Демократска партија за македонско национално јединство (ВМРО-ДП; 2008 - самостално, 2009 - у коалицији са ТМОРО-ВЕП)
- Унутрашња македонска револуционарна организација - Народна партија (ВМРО-НП; самостално)
- Покрет за национално јединство Турака у Македонији (ДНЕТ; самостално)
- Демократска лига на Бошњака у Северној Македонији (ДЛБ; 2008 - није учествовала, 2009 - самостално)
- Демократска унија Албанаца (ДУА; Bashkimi Demokratik Shqiptar, BDSh; 2008 - самостално, 2009 - није учествовала)
- Демократска унија Рома (ДУР; 2008 - дел од За бољу Македонију, 2009 - самостално)
- Демократске снаге Рома (ДСР; 2008 - није учествовала, 2009 - као део странке За бољу Македонију)
- Демократски савез Влаха Македоније (ДСВМ; 2008 - део странке Сунце - Коалиција за Европу, 2009 - самостално)
- Зелена партија Македоније (ЗПМ; 2008 - део партије Сунце - Коалиција за Европу, 2009 - није учествовала )
- Левица (формирана у фебруару 2016.. године)
- Либерална партија (лидер: Ивон Величковски)
- Коалиција "Заједно за Шуто Оризари" (коалиција ромских партија, 2008 - није учествовала, 2009 - самостално)
- Народни покрет за Македонију (НДМ; 2008 - део странке За бољу Македонију, 2009 - самостално)
- Национална демократска унија (НДУ; 2008 - самостално, 2009 - није учествовала)
- Нова алтернатива (лидер: Георгије Оровчанец)
- Нова Демократија (лидер: Имер Селмани)
- Нова либерална партија - НЛП, партија формирана од стране Зорана Крстевскиог, 2009. године.
- Уједињена странка за еманципацију (ОПЕ; део странке За бољу Македонију)
- Уједињена Македонија - партија формирана од стране Љубе Бошковског, 2009. године.
- Партија за демократски просперитет (ПДП; Partia e prosperiteti demokratike, PPD; самостално)
- Партија за европску индицију (лидер: Фијат Цаноски)
- Партија интеграције Рома (ПИР; део партије За бољу Македонију)
- Странка за потпуну еманципацију Рома (ПЦЕР; део странке За бољу Македонију)
- Странка Влаха Македоније (ПВМ; део странке За бољу Македонију)
- Зелена странка (ПЗ; део странке За бољу Македонију)
- Партија уједињених демократа Македоније (ПОДЕМ; 2008 - није учествовала, 2009 - самостално)
- Партија пензионера Северне Македоније (ППРМ; 2008 - део странке Сунце. Коалиција за Европу, 2009 - самостално)
- Партија правде (ПП; део странке За бољу Македонију)
- Партија Слободних демократа (ПСД; самостално)
- Радна пољопривредна партија Северне Македоније (РЗП; део стране За бољу Македонију)
- Радикална странка Срба у Македонији (РССМ; самосталном)
- Реформирана комунистичка партија Македоније (РКПМ; 2008 - није учествовала, 2009 - самостално)
- Савез Титових левих снага (СТЛС; самостално)
- Социјалдемократска партија Македоније (СДПМ; самостално)
- Социјалдемократска унија (СДУ; 2008 - није учествовала, 2009 - самостално)
- Отаџбина Македонска организација за радикалну обнова - Вардар — Егеј — Пирин (ТМОРО-ВЕП; 2008 - самостално, 2009 - у коалцији са ВМРО-ДП)
- Трајно македонско радикално уједињење (ТМРО; 2008 - самостално, 2009 - део странке За бољу Македонију))

Чланови неке од ових странака су део општинских већа или имају јавну функцију. Ово се посебно односи на мање партије коалиције За бољу Македонију.
- Фронт за демократску Македонију (ФроДеМ) - основана у октобру 2015. године [4]

## Неактивне и угашене политичке партије
Списак странака које су учествовале на парламентарни изборима у Северној Македонији до 2008. године. Многе од ових странак су угашене, а неке су припојене другим.
- Балканска федерација - Балкан без граница - партија регистрована 5. децембра 1990. године
- Унутрашња македонска револуционарна организација - права македонска реформска прилика (ВМРО-ВМРО; 2002 - део колацији Прави начин)
- Унутрашња македонска револуционарна организација - Гоце Делчев - Радикална демократска партија (ВМРО-ГД-РДП; 1994 - самостално)
- Унутрашња македонска револуционарна организација - Покрет за обнову Македоније (ВМРО-ДОМ; 1998 - самостално)
- Унутрашња македонска револуционарна организација - Уједињење (ВМРО-Уједињене; 1994, 2002 - самостално)
- ВМРО-Слободне демократе Илиндена - партија отцепљена од ВМРО-ДПМНЕ почетком деведесетих година
- Унутрашња македонска револуционарна организација - Македонска (лидер Борис Стојменов)
- ВУнутрашња македонска револуционарна организација - - Македонски национални демократски савез (ВМРО-МНДС; 1994 - самостално)
- Унутрашња македонска револуционарна организација - Отаџбинска (ВМРО-Отаџбинска; 1994 - самостално)
- Грађанско-либерална партија Македоније (ГЛПМ; 1994, 1998 - самостално)
- Покрет за све-македонске акционе слободне демократе - МААК (МААК, 1990, 1994 - самостално)
- Демократска алијанса Албанаца (ДААМ; 2006 - у коалицији са НДС)
- Демократска алтернатива (ДА; 1998 - у колацији са ВМРО-ДПМНЕ, 2002, 2006 - самостално)
- Демократска десница (ДД; 2011-2012)
- Демократска партија (ДП; 1994 - самостално, бојкот другог круга избора)
- Демократска партија за православно јединство на Срба и Македонаца (ДППЕСМ; 2002 - Део коалиције Прави начин)
- Демократска партија Македоније (ДПМ; 1998 - у коалцији са ЛДП, како и со МААК-КП и МА, 2002, 2006 - самостално)
- Демократска партија Напред Македонијо - Форца (ФОРЦА; 2002, 2006 - самостално)
- Демократска прогресивна партија Рома у Македонији (ДППРМ; 1994 - самостално, 1998 - у колацији са више странака)
- Демократско-републиканска унија Македоније (ДРУМ; 2006 - самостално)
- Демократски савез - Странка пољопривредника Македоније (ДС-ПЗМ; 1990, 1994 - самостално)
- Демократски савез просветних радника и грађана Македоније (ДСПРГМ; 1994 - самостално)
- Демократска партија Срба у Македонији (ДССМ; 2002 - самостално и као део коалције Грађанска алијанса Македоније)
- Демократски савез Турака Македоније(ДСТМ; 1990 - самостално)
- Демократски центар (ДЦ; 2002 - у коалцији са ПЗ)
- Демохришћанска партија Македоније (ДХПМ; 1990, 1994 - самостално)
- Европска партија Македоније (ЕПМ; 2006 - део коалиције предвођене од стране ВМРО-ДПМНЕ)
- Пољопривредна народна партија Македоније (ЗНПМ; 2006 - самостално)
- Комунистичка партија Македоније (КПМ; 1994, 1998, 2002, 2006 - самостално)
- Лева сила Македоније (ЛСМ; 2006 - самостално)
- Лига за демократију (ЛД; 1990 - самостално, 1998 - у коалцији са ДА и ВМРО-ДПМНЕ, 2002 - као део коалиције Грашанска алијанса Македоније, 2006 - самостално)
- МААК - Јединствена македонска опција (МААК-ЕМО; 2002 - самостално)
- МААК - Конзервативна партија (МААК-КП; 1998 - у коалцији са МА и ДП)
- Македонска алијанса (МА; 1998 - у коалцији са МААК-КП и ДП, 2002 - у коалцији са МНП)
- Македонска народна партија (МНП; 2002 - у коалцији са МА)
- Македонска хришћанска партија (МХП; 2002 - део коалције Прави начин)
- Македонска партија (МП; 2006 - самостално)
- Македонска партија за мир и независност
- Македонски национални фронт (МНФ; 1994 - самостално)
- Македонско народни покрет
- Млада демократско-прогресивна странка (МДПС; 1990 - у коалцији са СРСМ , како и СПМ)
- Млади европски федералисти - МЕФМ, покрет формирао Нано Ружин и други 23. децембра 1991. године, данас део НВО
- Мултинационална народна партија Македоније (МННПМ; 1994 - самостално)
- Народна воља (НВ; 2002 - самостално)
- Национална алтернатива (2006 - самостално)
- Народна демократска партија (НДП, 1990 - у коалцији са ПДП, 1994 - самостално, 1998 - у коалцији са ПДПА, 2002, 2006 - самостално)
- Народна партија Македоније (НПМ; 1990 - самостално)
- Нова демократија (НД; 2002 - самостално)
- Нова социјал-демократска партија (1994 - у коалицији са ДП)<
- Нове демократске силе (НДС; 2006 - у коалицији са ДААМ)
- Нови комунистички порект Македоније (НКДМ; 1994 - самостално)
- Уједињена партија Рома Македоније (ОПРМ; 2002 - део партије За Македонију заједно)
- Уједињени Македонци (2006 - самостално)
- Партија за демократсу акцију - Прави начин (ПДА - ВП; 1998 - самостално)
- Партија за демократска акција - Исламски начин (ПДА - ИП; 1994 - у коалцији са ДПТ)
- Партија за демократску будућност (ПДИ; 2006 - самостално)
- Партија за демократски просперитет Албанаца (ПДПА; 1998 - коалиција са НДП, данас ДПА)
- Партија за демократски покрет за Египћане Македоније (ПДДЕ; 2002 - део коалцији Грађанске алијансе Македоније)
- Партија за директну акцију
- Партија за јединство Рома Македоније (ПЕР; 2002 - самостално)
- Партија за економску обнову (ПЕО; 2006 - самостално)
- Партија за напредак (1991—1995)
- Партија за социјалну правду у Македонији (ПСПМ; 1994 - самостално)
- Политичка партија незапослених Македоније (ППНМ; 1994 - самостално)
- Препород и уједињење македонских националних идеала (ПОМНИ; 2002 - самостално)
- Прогресивна партија (2002 - самостално)
- Радничка партија (РП; 1994, 1998 - самостално)
- Радничка партија Македоније (1990, 1994 - самостално)
- Републиканска партија Македоније (1994, 2002 - самостално)
- Републиканска партија народног јединства (РПНЕ; 1998 - самостално)
- Свемакедонска радничка партија Македоније (СРПМ; 2002 - самостално)
- Савез комуниста Македоније (СКМ; 1994, 1998 - самостално)
- Савез Комуниста Македоније - Партија за демократска преображај (СКМ-ПДП; 1990 - самостално, данас СДСМ)
- Савез пензионера општине Битола (СПОБ; 1990 - самостално)
- Унија реформских снага Македоније (СРСМ; 1990, самостално и у колацији са МДСМ, како и са СПМ)
- Социјалистичка хришћанска партија Македоније (СХПМ; 1998 - самостално, 2002, 2006 - део партије За Македонију заједно)
- Партија Југословена Северне Македоније (СЈРМ; 1990, 1994 - самостално)
- Форум за љуфдска права - партија формирана од стране Томислава Чокревког, регистрирана деведесетих година
- Центар демократских сила (ЦДС; 2006 - самостално)
- Албански савез - партија формирана 2010. године